# Magic Potion
Magic Potion är ett album av bluesrockduon The Black Keys, utgivet 2006. Det är bandets fjärde studioalbum och det första på skivbolaget Nonesuch Records. Det spelades in i en studio i Dan Auerbachs källare.
Albumet nådde som bäst 95:e plats på Billboardlistan.

## Låtlista
Samtliga låtar är skrivna av Dan Auerbach och Patrick Carney.
1. "Just Got to Be" - 3:00
2. "Your Touch" - 2:44
3. "You're the One" - 3:28
4. "Just a Little Heat" - 3:42
5. "Give Your Heart Away" - 3:26
6. "Strange Desire" - 4:21
7. "Modern Times" - 4:21
8. "The Flame" - 4:36
9. "Goodbye Babylon" - 5:55
10. "Black Door" - 3:30
11. "Elevator" - 3:43

## Medverkande
- Dan Auerbach - gitarr, sång
- Patrick Carney - trummor